# تلنات
تلنات، هي شركة تونسية متخصصة في صناعة البرمجيات والأنظمة الإلكترونية. تأسست الشركة عام 1994 وتضم حاليا 5 شركات فرعية (تلنات للتكنولوجيا، تلنات إنكوربورايتد، تلنات للاستشارة، داتابوكس، وبي أل أم سيستمز). تعمل الشركة لفائدة عدة مجموعات عالمية في السوق الفرنسية والألمانية والإنجليزية كطومسون، ورونو، وبيجو، وفولسفاغن. وبلغت ايراداتها عام 2011، 33.6 مليون دينار تونسي. أدرجت الشركة، التي يملك أغلبية رأسمالها محمد فريخة، أسهمها في البورصة التونسية في أبريل 2011. كما بلغت إيراداتها 43 مليون دينار في 2017.

## تحدي 1
تعتبر شركة تلنات أول شركة تونسية خاصة تطلق مشروع صناعة وإطلاق قمر صناعي «تحدي 1» وهو قمر صناعي مختص في إنترنت الأشياء تم إطلاقه في 22 مارس/آذار 2021.

## وصلات خارجية
- موقع الشركة

1. ↑  وصلة مرجع: http://www.groupe-telnet.net/en/node/423.
2. ↑  وصلة مرجع: http://www.groupe-telnet.net/en/node/78.
3. ↑  بطاقة تلنات من موقع "معلومات مباشر" نسخة محفوظة 11 مايو 2020 على موقع واي باك مشين.
4. ↑  "شركة "تلنات" تعتزم دخول البورصة بتونس وفرنسا"، موقع المصدر في 8 نوفمبر 2010  نسخة محفوظة 3 مايو 2020 على موقع واي باك مشين.
5. ↑  "شركة "GlavKosmos" الروسية تتسلم القمر الصناعي التونسي "تحدي 1" تحضيرا لإطلاقه". RT Arabic. مؤرشف من الأصل في 2021-02-17. اطلع عليه بتاريخ 2021-03-17.